# Zona humida

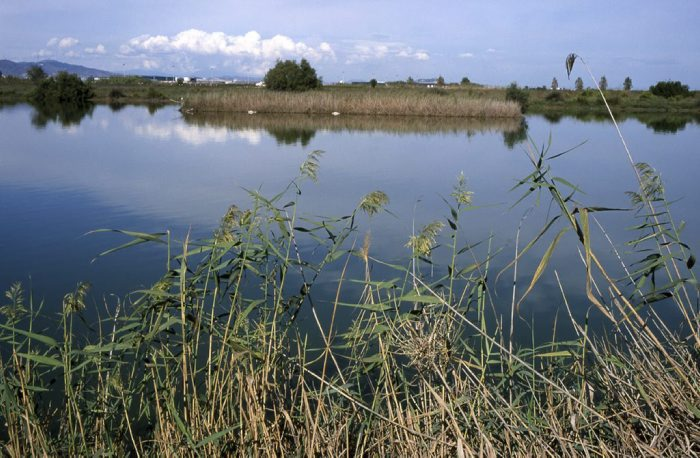
Maresmes i aiguamolls del Llobregat

Les zones humides són zones de terreny inundades o amarades d'aigua, naturals o artificials, permanents o temporals, amb aigua estancada o fluent, dolça, salabrosa o salada. Són zones que es troben al límit entre les zones terrestres i aquàtiques, sent molt diferents d'aquestes zones però depenent-ne significativament. Aquestes zones humides tenen una biodiversitat molt gran i són un lloc d'emmagatzemament per l'aigua excessiva: durant les inundacions absorbeixen l'aigua excessiva, i durant les sequeres, deixen anar aigua, de manera que es compensa naturalment.
A la conca mediterrània les zones humides són deltes de rius, albuferes, estanys, maresmes i oasis, i constitueixen l'hàbitat dels ocells aquàtics i migratoris, protegits pel Conveni de Ramsar. Hi ha algunes zones humides artificials amb valor ecològic (per exemple, les salines) o amb importants funcions hidrològiques (per exemple, embassaments d'aigua potable o per al control d'inundacions).
El Dia Mundial de les Zones Humides se celebra cada 2 de febrer per commemorar la data d'adopció del Conveni Internacional sobre les Zones Humides (Conveni de Ramsar).
A Catalunya hi ha 2.978 zones humides: 2.069 estanys alpins i 579 són molleres i torberes. Les restants 330, distribuïdes per tot Catalunya. Les zones humides de Catalunya estan identificades i delimitades a l'Inventari de zones humides de Catalunya.

## Definició
A efectes de la Llei 12/1985, de 13 de juny, d'espais naturals, «s'entén per zones humides les zones naturals de maresma, aiguamoll, torbera o aigües rases, permanents o temporals, d'aigües estancades o corrents, dolces, salabroses, salines, amb la inclusió de les zones d'aigües marines la profunditat de les quals amb marea baixa no supera els sis metres».
Segons el Conveni de Ramsar, signat pel govern espanyol el 1982, les zones humides es defineixen com:
- Article 1:1 “Les extensions de maresmes, pantans i torberes cobertes d'aigua, siguin naturals o artificials, permanents o temporals, estancades o corrents, dolces, salobres o salades, incloses les extensions d'aigua marina que en marea baixa tingui una profunditat menor a sis metres.”

- Article 2:1 “[Les zones humides] poden comprendre les zones riberences o costaneres adjacents, així com illes o extensions d'aigua marina d'una profunditat superior als sis metres en marea baixa, quan estiguin dins de la zona humida.”

## Característiques
Les zones humides són molt diverses segons diferències a nivell regional o local de la topografia, hidrologia, vegetació o altres factors com l'activitat humana.

### Hidrologia
La hidrologia d'una zona humida està associada amb la dispersió temporal i espacial, flux, i atributs fisicoquímics de la seva aigua superficial i subterrània. Basats en la hidrologia, les zones humides es poden categoritzar com Zona riberenca (associada a rius), lacustre (associada a llacs i reserves), i palustre (aïllades, sense corrent d'aigua).
Els fluxos hidrològics d'entrada a una zona humida són bàsicament per precipitació, aigua superficial, i aigua subterrània, mentre que els de sortida són per evapotranspiració, escorrentia, i moviment de les aigües subterrànies.
La salinitat té un paper clau en la química de l'aigua de les zones humides, especialment aquelles situades a la costa, i en regions amb grans dèficits de precipitació. En zones humides no riberenques, la salinitat natural es regula per les interaccions entre les aigües superficials i subterrànies, que poden estar influenciades per l'activitat humana.

### Sòl
La majoria de nutrients, tals com sofre, fòsfor, carboni i nitrogen es troben en el sòl de les zones humides. Segons si es produeix una respiració aeròbica o anaeròbica en el sòl influirà en els cicles de carboni, hidrogen, oxigen i nitrogen del sòl, i la solubilitat del fòsfor, contribuint a canvis químics en l'aigua.

### Biodiversitat
Les zones humides cobreixen una part relativament petita de la superfície de la Terra, tot i així, són uns ecosistemes rics en biodiversitat. Les zones humides costaneres com els manglars, els escull de corall, estuaris i praderies marines tenen les comunitats més productives i biològicament diverses del món. Tanmateix, el paper de les zones humides com a reserves de biodiversitat està amenaçat, ja que són un ecosistema que s'està perdent i degradant a un ritme més ràpid que qualsevol altre (des del 1900, s'han perdut més del 64% de zones humides de tot el món).
Algunes espècies de fauna i flora són completament dependents de les zones humides, com és el cas del fartet, un peix d'aigua dolça que només viu en zones humides litorals de la costa mediterrània ibèrica i està amenaçat d'extinció.

#### Flora
La vegetació que podem trobar en una zona humida són les plantes aquàtiques o hidròfites, que són aquelles adaptades als ambients aquàtics. Se'n poden diferenciar 4 categories: les emergents estan arrelades al sòl inundat però la major part està fora de l'aigua (boga, phragmites); les plantes amb fulles flotants són les que tenen les arrels fixades al sòl submergit, però les fulles flotant (nimfees); les submergides estan completament submergides i són les més adaptades als ambients aquàtics (miriofil·le); les flotants suren completament amb les arrels lliures dins l'aigua, poden presentar una morfologia molt reduïda i com que no tenen arrels fixades al substrat, han d'absorbir els nutrients directament de l'aigua (salvinàcies, enciam d'aigua).

#### Fauna
- Mamífers: només uns 100 mamífers són estrictament dependents de zones humides,[6][15] incloent alguns dels mamífers més petits del món com algunes espècies de musaranyes, alguns dels més grans del món com els hipopòtams, o d'altres també coneguts com les llúdrigues, els castors, els visons o la rata mesquera.[16]

- Ocells: més de 1800 espècies d'ocells tenen certa dependència de les zones humides.[6][15] Alguns grups són les calàbries, els cabussons, els pelicans, els corb marins, els anseriformes (ànecs, oques, cignes), els limícoles, etc[17]

- Amfibis: se n'han descrit més de 5000 espècies a tot el món, totes elles depenen de zones humides d'aigua dolça (a excepció d'algunes espècies que poden tolerar aigua salabrosa) en algun moment del seu cicle biològic.[15] La majoria d'amfibis adults s'alimenten d'invertebrats, de manera que són un enllaç important en la xarxa tròfica entre insectes i altres vertebrats.[18] Són animals molt sensibles a canvis en la qualitat dels hàbitats terrestres i aquàtics que habitin, ja que tenen una pell semipermeable i presenten etapes del cicle biològic diferents. A causa d'aquesta alta sensibilitat, els amfibis són utilitzats com a bioindicadors per saber la qualitat ambiental d'un hàbitat.[19][20]

## Serveis ecosistèmics
Els serveis ecosistèmics són aquells beneficis que un ecosistema aporta a la societat i que milloren la salut, l'economia i la qualitat de vida de les persones. No és casualitat, que la humanitat s'hagi desenvolupat al voltant de rius i planícies costaneres amb presència de zones humides, ja que aquestes són riques en recursos naturals i són claus per la superviviència i desenvolupament de moltes comunitats.
Els serveis ecosistèmics de les zones humides es poden classificar de la següent manera:

### Abastiment
- Aliment: molts productes alimentaris estan produïts directament o indirecta en zones humides. El consum d'arròs aporta una cinquena part de les calories a nivell mundial. La seva producció requereix una gestió adequada de la zona humida on es troba. Fins a dues terceres parts de les espècies de peix que es consumeixen a nivell global, depenen de zones humides costaneres per reproduir-se, amagar-se i trobar-hi aliment.[23]

- Aigua: les zones humides retenen i emmagatzemen grans quantitats d'aigua que es poden fer servir per ús domèstic, agrícola o industrial.

- Fibra i combustible: altres productes no alimentaris provenen especialment dels manglars. Per exemple: biomassa, pastura, fibres tèxtils, medicines tradicionals, etc[23]

### Regulació
Les zones humides estan protegides tant pel marc mediambiental com pel clima.

#### Protecció del medi ambient
A escala internacional, les zones humides estan protegides pel Conveni Ramsar. Mentrestant, a la UE, no existeix una política general per a les zones humides, però la seva protecció es deriva de la Directiva Hàbitats, Llei de Restauració de la Naturalesa i la Directiva marc de l'aigua i, està d'acord amb els objectius de biodiversitat de 2030.

#### Protecció del clima
L'Acord de la UNFCCC i de París inclou els aiguamolls en el marc de les estratègies nacionals de mitigació. En 2012, la UNFCCC va permetre als països incloure la restauració de les zones humides per complir amb els seus compromisos de reducció. A escala de la UE, l'ús del sòl com a embornal de carboni està regulat en el LULUCF, no obstant això, l'aplicació nacional només serà obligatòria a partir de 2026 i només afectarà les zones humides gestionades. El Parlament Europeu en la proposta de la Comissió al LULUCF ha presentat nombroses esmenes destacant el potencial de la restauració de les zones humides.
A la regulació de les zones humides es poden identificar diversos conflictes legals, entre d'altres:

#### Enfrontament de polítiques i falta de regulació holística de les zones humides
Dins de les zones humides conflueixen diversos objectius polítics. El fet que no hi hagi un marc polític general per a les zones humides comporta reptes d'aplicació, ja que no és clar quin objectiu polític prevaldrà en cas de conflicte.
D'una banda, l'objectiu principal de la Política Agrícola Comuna (PAC) és proporcionar seguretat alimentària als europeus, al mateix temps que el suport a la resiliència dels agricultors i en l'última PAC 2023-2027 que contribueix a l'Estratègia de Biodiversitat 2030 i Farm to Fork Strategy. Per augmentar el subministrament d'aliments, la PAC concedeix subvencions als agricultors perquè la seva terra sigui productiva. S'ha informat que la PAC concedeix subvencions als agricultors que es dediquen al drenatge de les zones humides amb finalitats de cultiu.
En el marc de RePowerEU, la UE pretén augmentar significativament les energies renovables per a diversificar els subministraments i millorar la seguretat energètica. Per a impulsar aquesta transformació, la RTE-E i la proposta de la Xarxa RED-III han declarat que els projectes d'energies renovables es consideren automàticament «sobrepassant l'interès públic». Això significa que fins i tot si l'avaluació de l'impacte ambiental demostra que el projecte tindrà efectes negatius significatius, es concedirà l'autorització. Així, en cas de conflicte entre dos projectes, en la situació política actual, és probable que els projectes d'energies renovables tinguin prioritat sobre la restauració de les zones humides.
Si els propietaris de les zones humides reben suport financer per a degradar la seva terra (a través de cultius o de la construcció de projectes d'energia renovable), pot trobar-se amb dificultats per a trobar terratinents disposats a cedir el seu sòl, que a priori és menys rendible que els projectes d'energia renovable o les subvencions de la PAC.

#### Possible solució als incentius econòmics sota la PAC i la transició energètica
La confrontació entre els diferents objectius polítics i els incentius financers existents que promouen la degradació de les zones humides pot abordar-se mitjançant l'aplicació de mercats voluntaris de carboni. Les empreses emisores de CO2, per a compensar les seves emissions, inverteixen en projectes que eliminen CO2 de l'atmosfera i, a canvi, obtenen crèdits que els permet continuar emetent.
Els mercats voluntaris de carboni estan creixent significativament a Europa. Les empreses participen cada vegada més en els crèdits de carboni basats en la naturalesa. La UE és conscient d'aquest potencial i ha proposat un Reglament pel qual s'estableix un marc de certificació de la Unió per a l'eliminació del carboni. Estableix criteris generals per a certificar l'eliminació de carboni. No obstant això, no fa cap distinció entre els projectes, mentre que aquests poden variar des del BECCS fins a la restauració de zones humides. La situació en les zones humides és molt particular, ja que existeixen diferents interessos. Per a maximitzar el potencial de la proposta, la Comissió hauria de presentar un pla o una estratègia específics per a les zones humides en els mercats del carboni. En cas contrari, la proposta pot portar inseguretat jurídica. Per a il·lustrar-ho, la proposta no inclou un mètode específic per a calcular l'absorció de CO2 en les zones humides. Per tant, cal que s'inclogui un mètode fiable per a quantificar els resultats, evitant subestimar la reducció de les emissions, que pot provocar fugides de carboni.

#### Monitoratge
A més, és crucial controlar el funcionament adequat de la restauració de les zones humides per a evitar qualsevol possible inversió dels seus efectes positius. Les zones humides emmagatzemen carboni indefinidament només si estan ben gestionades. Si la terra s'asseca (per causes naturals o artificials), podria fer que el CO2 escapi i reverteixi tots els progressos realitzats pel projecte. En aquest sentit, val la pena tenir en compte que el control de les zones humides no serà obligatori fins al 2026.

### Socials
- Control d'inundacions i protecció contra temporals: diferents tipus de zones humides tenen rols importants en el control d'inundacions. Les torberes i praderies humides que es troben a la part alta dels rius actuen com esponges, absorbeixen l'aigua de pluja i la filtren poc a poc. Per altra banda, les zones humides costaneres, com els manglars, les maresmes, les llacunes o els estuaris protegeixen les comunitats humanes de temporals marins i de les marors ciclòniques.[27][28]

- Abastiment de l'aigua d'aqüífers: si la zona humida no està aïllada de les capes de l'aqüífer, aquesta el recarrega quan el nivell de l'aigua de l'aqüífer baixa, i al revés. Quan hi ha excedent d'aigua a l'aqüífer, s'omple la zona humida.[29]

- Purificació de l'aigua: les zones humides tenen la capacitat de retenir contaminants al sòl, als sediments i a la vegetació. Algunes plantes, com el jacint d'aigua, la llentia d'aigua o les falgueres d'aigua poden absorbir i emmagatzemar metalls pesants tals com el ferro o el coure.[30]

- Mitigació i adaptació al canvi climàtic: les zones humides són un dels ecosistemes que estan en més risc de desaparèixer o degradar-se pel canvi climàtic. Manglars, maresmes i torberes són tipus de zones humides que podrien tenir un paper important com a embornal de carboni. Per altra banda, les zones humides costaneres poden frenar l'erosió de la línia de costa a causa de la pujada del nivell del mar i de temporals cada cop més intensos.[31]

- Reserves de biodiversitat: les zones humides costaneres tals com els manglars, els esculls de corall, els estuaris o les praderies marines tenen les comunitats biològiques més riques i productives de tot el món.[32]

### Cultural
- Valor cultural: al desenvolupar-se les primeres civilitzacions al voltant de zones humides, l'aigua té un valor important per moltes religions, i les zones humides estan dins del patrimoni cultural de moltes comunitats.[33]

- Recreació i turisme: busseig, observació de fauna salvatge, lloguer d'embarcacions, fotografia, ... són activitats que donen suport a l'economia local i regional.[34]

### Sustentació
- Retenció i reciclatge de nutrients: les plantes de les zones humides absorbeixen els nutrients dissolts a l'aigua (com ara nitrats o fosfats procedents de fertilitzants o aigües grises) i milloren la qualitat de l'aigua (algunes zones humides poden reduir la concentració de nitrats fins a un 80%). Aquest sistema d'absorció de nutrients té un límit: si hi ha excedent, començarà un procés d'eutrofització.[35]

- Retenció de sediments: els sediments que arrosseguen els rius creen i mantenen zones humides fèrtils, no només esdevenen una font d'aliment important pels humans, si no també per peixos, ocells i altres animals.[35]

## Conveni Ramsar
El Conveni de Ramsar es va desenvolupar i adoptar pels estats participants en una trobada a Ramsar, Iran el 2 de febrer de 1971 i va entrar en vigor el 21 de desembre de 1975. El Dia Mundial de les Zones Humides té com a objectiu divulgar el valor d'un dels ecosistemes més diversos i rics biològicament, però, alhora, particularment fràgils i vulnerables.